# Выдрицкие ворота

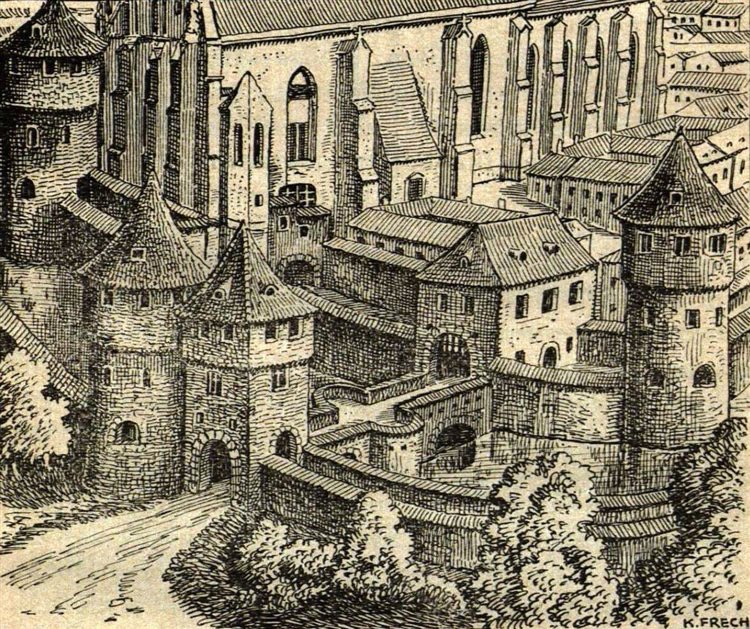
Реконструкция XX века

Выдрицкие ворота — одни из четырёх ворот средневековой Братиславы, находившиеся в западной части города. Название происходит от деревни Выдрица, рядом с которой и были расположены ворота. Ворота располагались недалеко от собора Святого Мартина, в конце современной Панской улицы, и использовались для въезда в город с Дунайского тракта. Есть и другое название ворот — Темные ворота, поскольку ворота были похожи на туннель.
Выдрицкие ворота были одними из трёх ворот, ведущих в укреплённый центр Братиславы в конце XIV века (в XV веке к ним были добавлены четвёртые, в южной стене). Дополнительно все ворота были укреплены при императоре Сигизмунде Люксембурге после гуситских войн, а затем ещё раз из страха перед турецким вторжением; в это время толщина крепостной кладки у ворот составляла от 130 до 160 см. В 1775 году, в период правления Марии Терезии, бо́льшая часть братиславских стен была демонтирована. В районе бывших Выдрицких ворот сохранилась часть исторических стен Братиславы, включая дозорные башни, которые позднее были перестроены в жилые дома или включены в их конструкцию.